# Södermanlands runinskrifter 115
Sö 115 är en vikingatida runsten av gråsvart gnejsgranit i Kolunda, Stenkvista socken och Eskilstuna kommun i Södermanland. Ett fragment återfanns 1989 vid plöjning, medan det fragment Brate fann senare har försvunnet. 
Runstenen är 150 cm lång, 90 cm bred och 32 cm tjock. En runslinga kan skönjas på den vänstra kanten av stenen och tre på den högra. Runslingorna är hopkopplade i en figurslinga på den övre delen och avslutas med ett nedhängande ormhuvud. Ristningsytan är nött, men runtecknen är ändå ofta klart urskiljbara. Runhöjden är 10 - 12 cm. Ristningen överensstämmer med den tidigare saknade runstenen Sö 115.

## Inskriften
Translitterering av runraden:
[uiulfr :] auk : þu a[lfti-- : auk] þuoti : li[tu : rais... ... at : h]ultiu[i] foþur [: sin]
Normalisering till runsvenska:
ViulfR ok þau Alfdi[s](?) ok Þrotti(?) letu ræis[a] ... at Holmdiarf(?), faður sinn.
Översättning till nusvenska:
Viulv och Älvdisa(?), de båda, och Trotte läto resa (stenen) efter Hol(m)därv(?), sin fader.
Tolkningen av åtminstone två av namnen är mycket osäkra.